# 레분 공항
레분 공항(일본어: 礼文空港, 영어: Rebun Airport)은 일본 홋카이도 레분군 레분정(레분섬) 후나도마리무라 호로토마리에 있는 지방관리공항(옛 제3종 공항)으로 일본 최북단 지역에 위치해 있다.

## 개요
레분 공항은 레분 섬의 북동쪽에 있으며 시가지에서 23km(35분)에 위치해 있는 낙도 지역 공항으로 개항 전의 레분섬은 기상 악화로 페리가 운행 중지되면 본토에서 고립되기 때문에 주민들은 공항 개항을 갈망하고 있었다.
이전에는 에어 홋카이도가 왓카나이 공항 선을 지자체의 지원을 받아 운항했지만 폐지 전까지 약 25년간 약 30만명의 이용에 머물렀고 평균 탑승률은 약 20% 보다 적었으며 결국 2003년 3월 31일 만성적자로 운항을 폐지하게 되었다.
그 후 정기편은 없고 주로 긴급 운송 등으로만 운행하는 상황이 되었으며 2008년도의 공항 이용은 개인 전용기, 자위대 응급 환자 수송을 포함하여 24회 정도였다. 
그리고 홋카이도의 재정이 부족해짐에 따라 앞으로의 방향에 대해 폐항을 포함하여 검토하고 있으며 2009년 4월 9일 00:00(JST)부터 2015년 3월 31일 00:00 (JST)까지 사용 중지되었고 이와 더불어 2015년 3월 31일까지 레분 공항 활주로 14/32의 진입각 지시등 및 활주로 말단 식별 등의 사용도 중지되었으며 2014년 12월 15일 국토교통성이 사용 중지 기간을 2021년 3월 31일까지 6년 연장한다는 보도가 발표된 적도 있다.
활주로는 14/32 방향으로 800m이며 평행유도로는 물론 터닝 패드도 없으며 착륙대의 폭은 60m로 좁은데다가 계기 착륙은 대응하지 않으며 공항 터미널은 활주로 남측에 1동이 있다. 
또한 보딩 브릿지는 설치되어 있지 않으며 공항 터미널에 인접한 주기장에는 프로펠러기 용 계류장 2개가 있다.

## 연혁

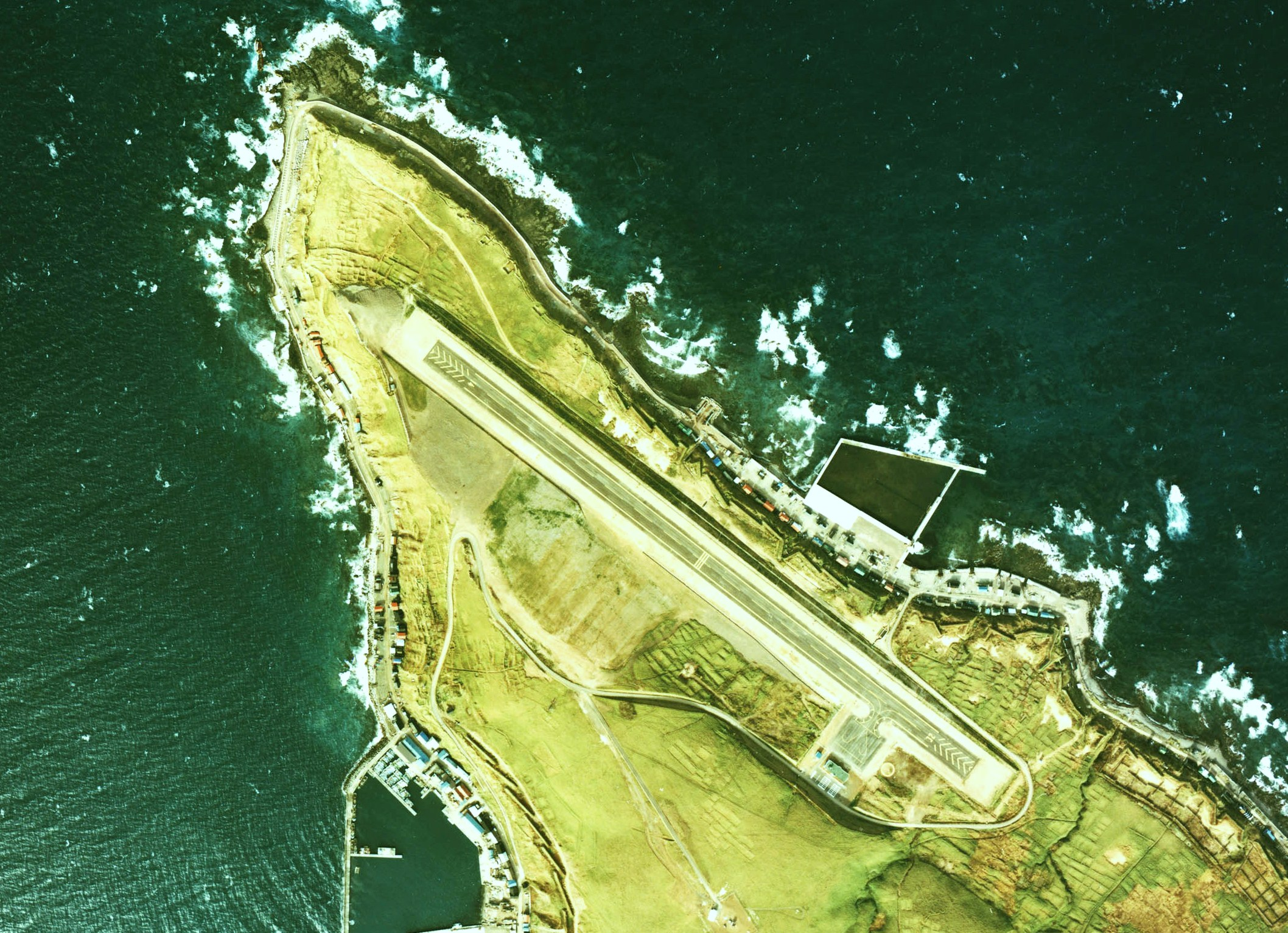
레분 공항 부근 항공 사진(1977년 촬영)
삼면이 바다에 둘러 쌓인 지형。개항 전년인 1977년 촬영

- 1978년 5월 1일 - 개항[7]. 왓카나이 공항 선 개설[7]
- 2003년 4월 1일 - 왓카나이 공항 선 폐지
- 2009년 4월 9일 - 공용 중지. 응급 환자 긴급 운송만의 운항
- 2015년 4월 1일 - 2021년 3월 31일까지 공용 휴지 (2월 5일 부관보 공시)

## 접근 방법
- 정기편 폐지 이후는 공공 교통 기관이 없음. 소야 버스에 "공항 앞" 정류소가 있음[8]
- 레분 정 후나도마리 지소로부터 도보로 약 35분